# Донецкая губерния
Доне́цкая губе́рния — административно-территориальная единица Украинской ССР (административный центр — город Луганск). Существовала с 5 февраля 1919 по 1 октября 1925 года. В 1923 году часть территории губернии была передана РСФСР.
В 1925 году административное деление на губернии в УССР было отменено, на её территории были созданы Артёмовский, Луганский, Мариупольский, Старобельский и Сталинский округа.

## История
Губерния была образована 5 февраля 1919 года декретом Совета народных комиссаров Украинской ССР (Совнаркома УССР) «О создании Донецкой губернии».
Административным центром Донецкой губернии со дня её образования до ноября 1920 года был город Луганск, затем Постановлением Совнаркома УССР от 12 октября 1920 года его перенесли в город Бахмут.
В состав Донецкой губернии были включены территории Изюмского (частично), Купянского (частично) и Старобельского (полностью) уездов Харьковской губернии, Бахмутского (полностью), Мариупольского (полностью) и Славяносербского (полностью) уездов Екатеринославской губернии, а также территории Донецкого (частично), Таганрогского (полностью) и Черкасского (частично) округов, а также города Шахты и Шахтинского округа области Войска Донского.
18 марта 1919 года в городе Славянске состоялся I губернский съезд Советов, на котором был избран центральный местный орган управления — Донецкий губернский исполком совета рабочих, крестьянских, красноармейских и казачьих депутатов (Донгубисполком). Председателем Донгубисполкома был избран Ф. А. Сергеев, более известный как «товарищ Артём».
После отступления деникинцев в декабре 1919 года новый Донецкий губернский ВРК был организован в Бахмуте под председательством Г. Ф. Фёдорова.
4 января 1920 года был образован Донецкий губернский революционный комитет (Донгубревком) под руководством В. П. Антонова-Саратовского.
1 октября 1925 года, в результате проведения в СССР административно-территориальной реформы 1923—1930 годов, Донецкая губерния перестала существовать. На её территории было создано 5 округов:
- Артёмовский,
- Луганский,
- Мариупольский,
- Старобельский,
- Сталинский,
- Шахтинский.

## Административно-территориальное деление

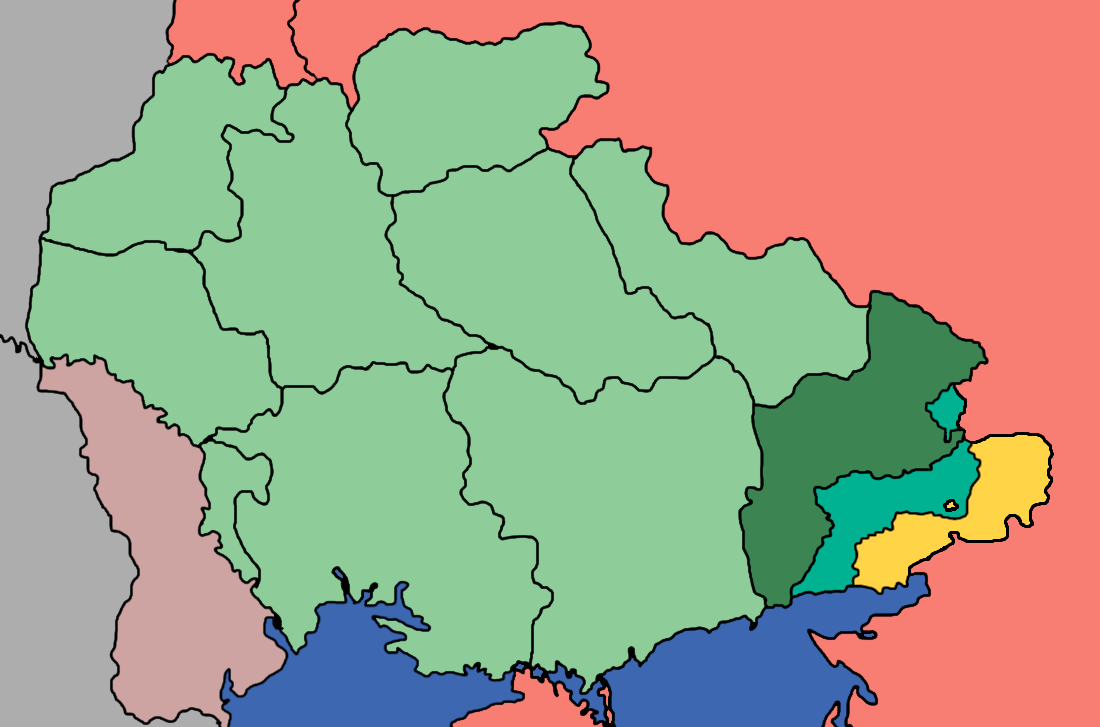
Карта УССР 1925 года с указанием Донецкой губернии:
Территория губернии в 1920 году
Территория, переданная в 1920 году из РСФСР и сохранившаяся в составе УССР
Территория, переданная в 1920 году из РСФСР и возвращённая РСФСР в 1923—1924 годах

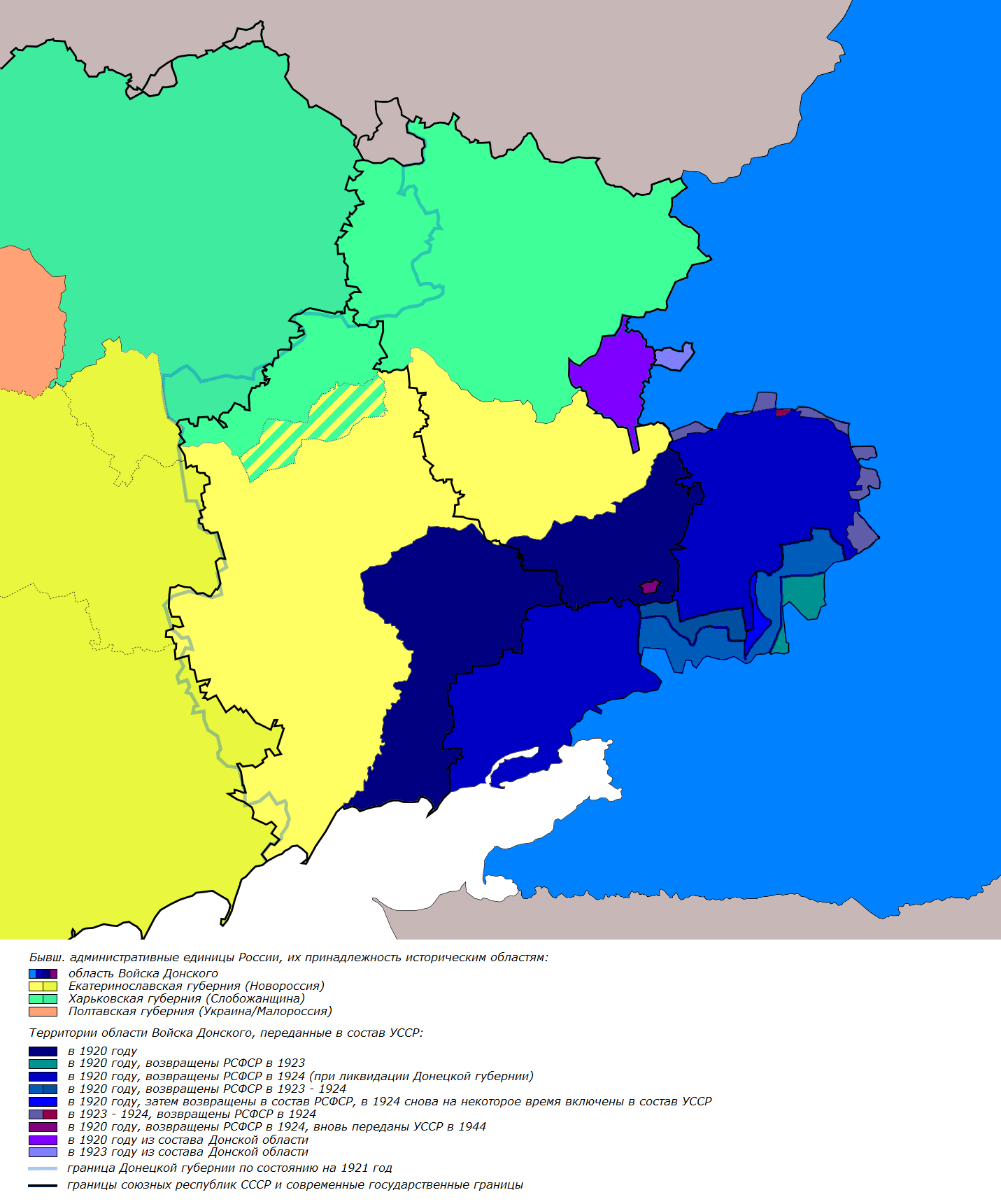
Территориальные изменения в 1920—1924 годах

Донецкая губерния делилась на 8 уездов и 299 волостей, 445 городских и 3128 сельских поселений.
В марте 1923 года в СССР началось проведение административно-территориальной реформы. 7 марта 1923 года вышло Постановление Всеукраинского центрального исполнительного комитета (ВУЦИК) «Об административно-территориальном распределении Донецкой губернии», согласно которому старое деление было отменено и образовано 7 округов:
- Бахмутский,
- Луганский,
- Мариупольский,
- Старобельский,
- Таганрогский,
- Шахтинский,
- Юзовский.

Округа делились на 78 районов, каждый из которых был сформирован за счёт территорий нескольких бывших волостей.
Более детально состав Донецкой губернии на разные даты приведён здесь:
- Административное деление Донецкой губернии на 17 января 1920 года
- Административное деление Донецкой губернии на 12 июля 1920 года
- Административное деление Донецкой губернии на 16 декабря 1920 года
- Административное деление Донецкой губернии на 2 июня 1922 года
- Административное деление Донецкой губернии на 27 ноября 1922 года
- Административное деление Донецкой губернии на 7 марта 1923 года
- Административное деление Донецкой губернии на 2 сентября 1924 года
- Административное деление Донецкой губернии на 1 октября 1924 года
- Административное деление Донецкой губернии на 1 марта 1925 года
- Административное деление Донецкой губернии на 3 июня 1925 года

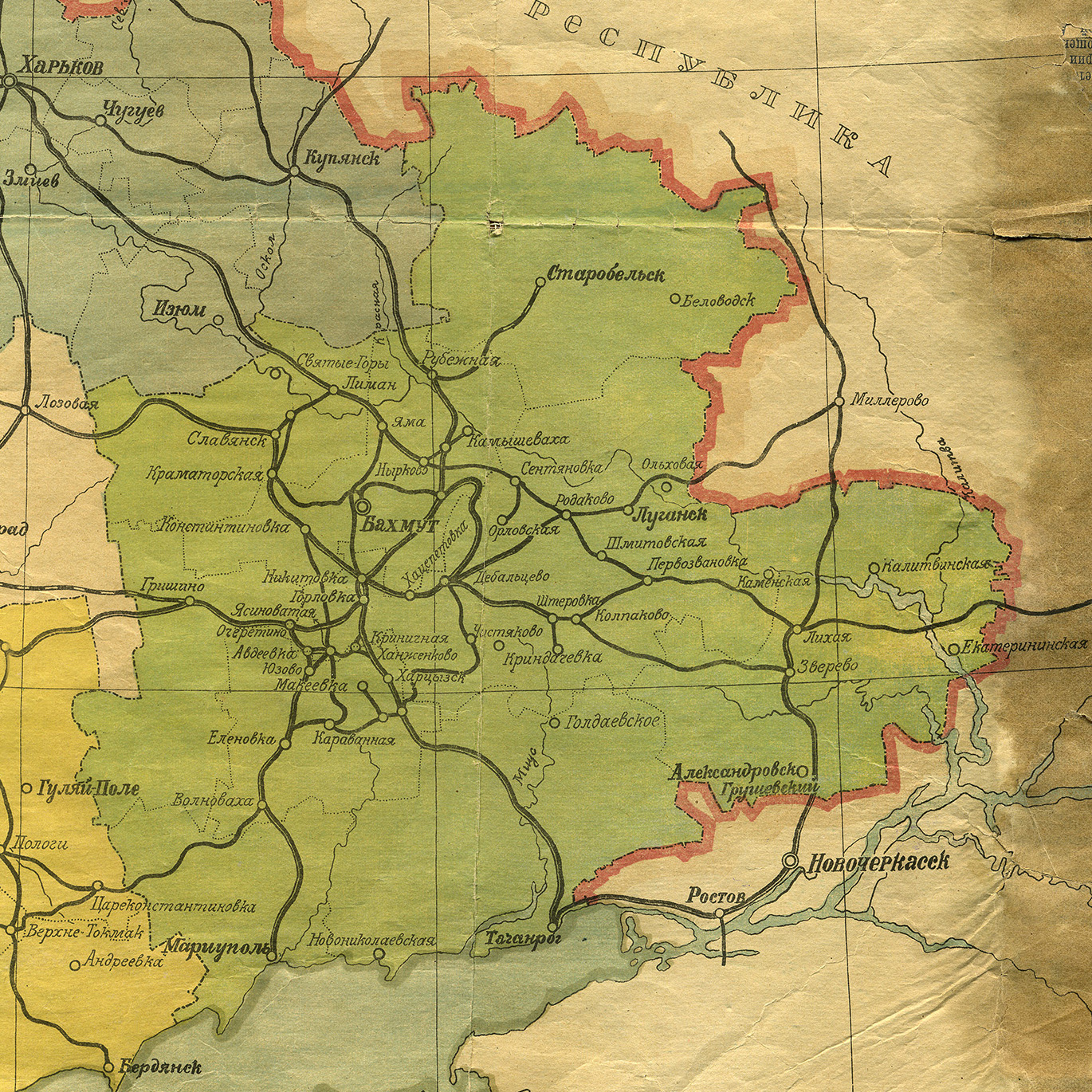
Карта Донецкой губернии, ноябрь 1921 года
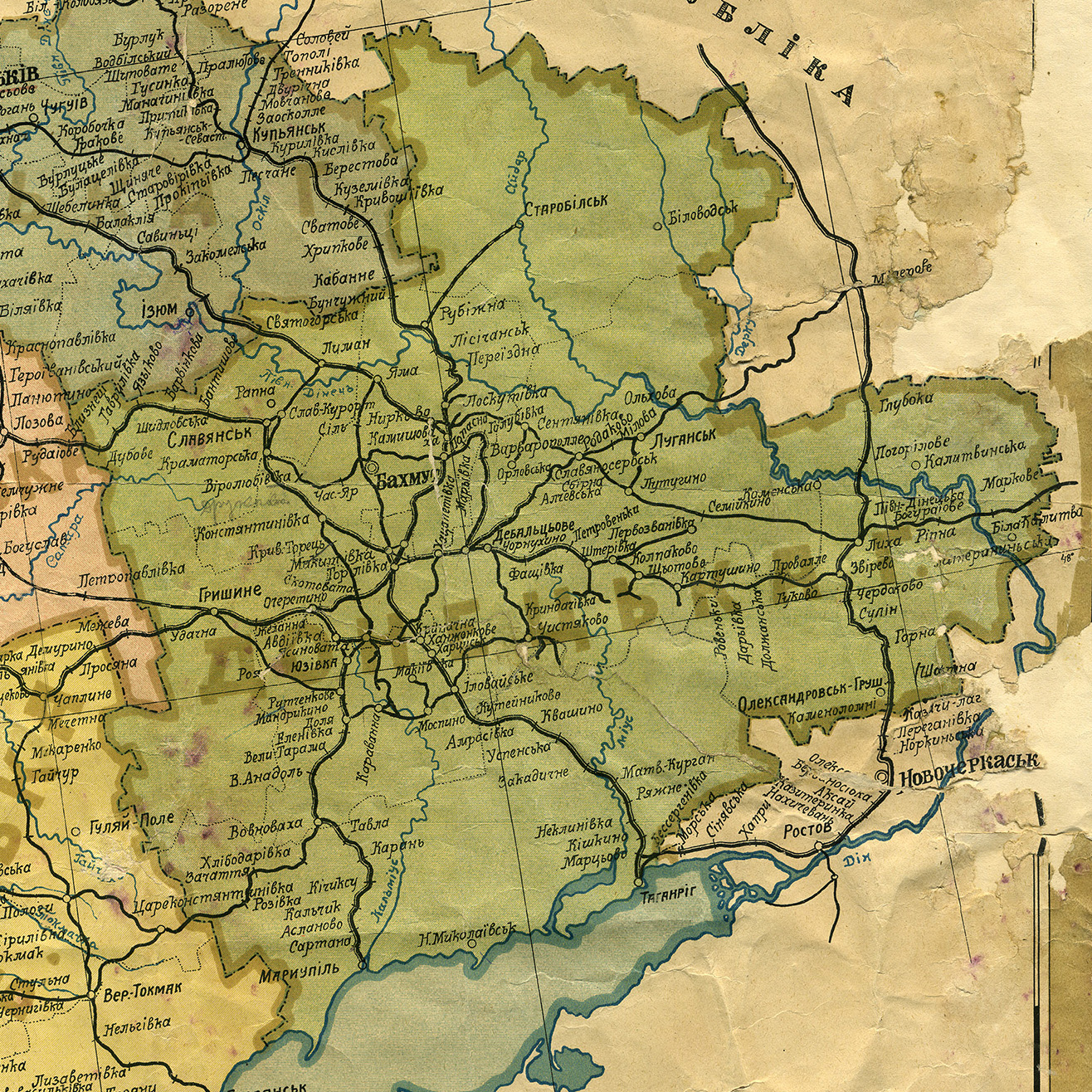
Карта Донецкой губернии, январь 1922 года
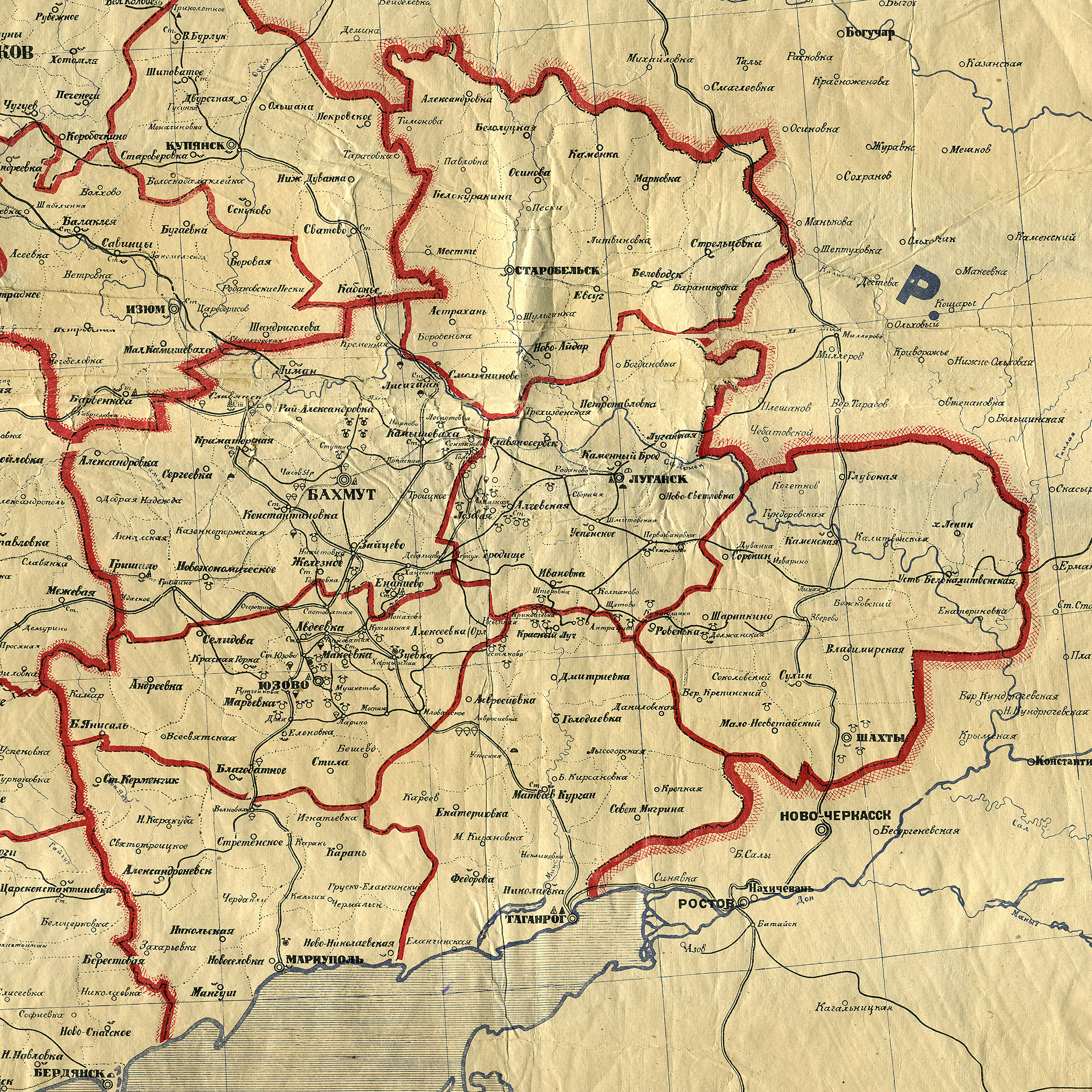
Карта Донецкой губернии, административное деление от 12 апреля 1923 года
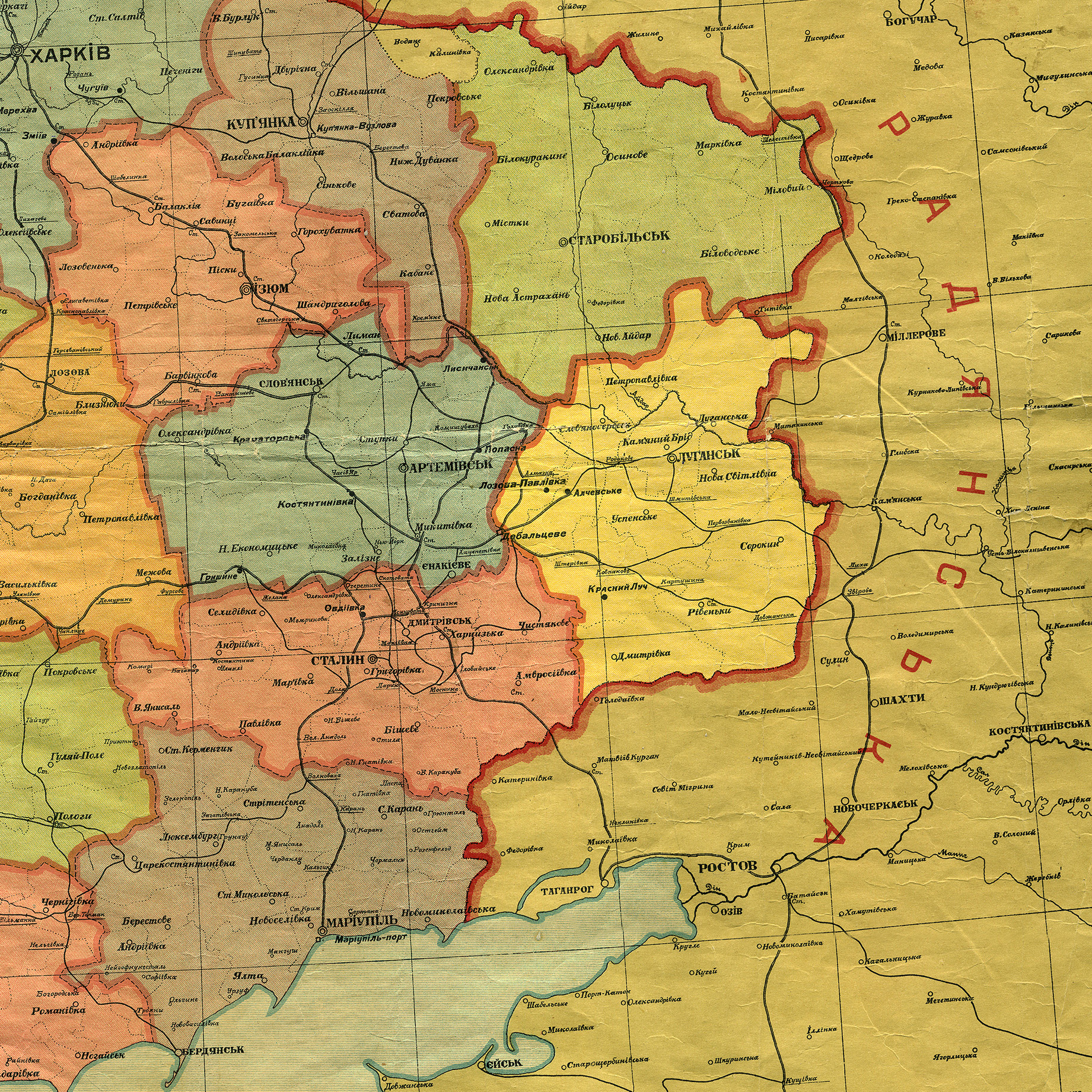
Карта территории бывшей Донецкой губернии, административное деление от 1 октября 1925 года